# Eiffage
EIFFAGE è il terzo gruppo del settore dell'ingegneria civile e lavori pubblici (BTP) in Francia, alle spalle delle francesi Vinci e Bouygues, che sono, essi stessi, anche dei leader mondiali, davanti ad ACS (3º al mondo, Spagna) e a diversi gruppi italiani e cinesi.

## Storia
Molto vicino al gruppo Vinci, notevole per la presenza di un amministratore di Veolia Serge Michel, è un gruppo noto per la sua affermazione relativa alla storia della Torre Eiffel, e più recentemente per l'impressionante Viadotto di Millau, oltre a una serie di realizzazioni o ristrutturazioni (Grand Palais, piramide del Louvre, Gare d'Aix-en-Provence TGV, Pont de Tancarville, teatro dell'Opera di Sydney, POPB, ecc.)

## Cronologia
1844-1990
- 1844 creazione di Fougerolle
- 1863 fondazione di Quillery
- 1871 creazione di Beugnet
- 1889 inaugurazione della Torre Eiffel
- 1924 nascita della SAE (Société Auxiliaire d'Entreprises Electriques et de Travaux Publics)
- 1927 inizio dei primi lavori del porto di Dakar (Sénégal)
- 1928 fondazione della Société Chimique de la Route
- 1928-1938 costruzione del 1° troncone dell'autoroute A13
- 1948 creazione di Gerland Routes
- 1955 Fougerolle costruisce il pont de Tancarville
- 1965 inaugurazione del 1° troncone dell'autoroute A6
- 1971 apertura del tunnel de Fourvière
- 1973 Opéra de Sydney (Australia)
- 1982 Forclum si aggiudica il contratto del Forum des Halles a Parigi
- 1984 Palais Omnisports de Paris-Bercy
- 1985 Beugnet consegna il tremilionesimo chilometro d'autostrada francese
- 1987 Aéroport de Jakarta (Indonesia)
- 1989 Pyramide du Louvre a Parigi

1990-2002
- 1990 lancio della più importante RES (Rachat d'Entreprise par les Salariés)
- 1990 SAE partecipa alla costruzione del tunnel della Manica
- 1992 nascita di Eiffage (dall'unione di Fougerolle e SAE)
- 1995 inaugurazione del ponte di Normandia
- 1998 conclusione lavori d'allargemante del Parlamento europeo
- 1999 raggruppamento di SCR, Beugnet e Gerland
- 2000 Fougerolle, Quillery e SAE si raggruppano per creare Eiffage Construction
- 2000 Norelec si unisce a Forclum.
- 2000 realizzazione del tracciato del TGV Méditerranée
- 2000 inaugurazione di Meteor (la linea 14 della Metro di Parigi)
- 2001 Mediante la controllata FORCLUM, entra sul mercato Italiano acquisendo il 51% della Elettromeccanica Galli Italo S.p.A., società leader sul mercato Italiano nel settore degli impianti elettrici e meccanici.
- 2001 il RES (Rachat d'Entreprise par les Salariés), lanciato nel 1990, è concluso con successo
- 2001 Eiffage si aggiudica un contratto di concessione di 155 km di autostrade in Portogallo

2002-2010
- 2002 Eiffage è il costruttore e concessionario del viadotto di Millau
- 2003 concessione della nuova linea ferroviaria Perpignan-Figueras (raggruppamento TP Ferro con ACS-Dragados)
- 2004 Eiffage Connectic 78 ha ottenuto un contratto ventennale per la rete a fibre ottiche nel dipartimento di Yvelines
- 2005 Eiffage / Macquarie è acquirente della partecipazione statale APRR (Autoroutes Paris-Rhin-Rhône)
- 2006 Eiffage Travaux Publics (che riunisce Appia e Eiffage TP), diventa la branca stradale e lavori pubblici di Eiffage
- 2006 contratto PPP (Partenariat Public-Privé) di quattro stabilimenti penitenziari
- 2006 A'liénor (EIFFAGE 65% e Sanef 35%) ottiene il contratto di concessione dell'autoroute A65 tra Langon e Pau
- 2007 posa della prima pietra del Centre hospitalier sud francilien (CHSF) ad Évry (Essonne)
- 2008 contratto per il Grand Stade Lille Métropole a Lilla
- 2009 La linea LGV Perpignan-Figueras è consegnata nei tempi previsti al concessionario TP Ferro
- 2009 apertura alla circolazione della superstrada dei Tamarini sull'isola di Réunion
- 2009 inizio della costruzione della futura sede della Direzione Generale della Gendarmeria nazionale (DGGN), a Issy-les-Moulineaux
- 2010 posa della prima pietra dell'autostrada Dakar-Diamniadio in Senegal, realizzata da Eiffage nell'ambito di un contratto di concessione per un periodo di 30 anni

## Azionisti
- Employees 24.1%
- Gestion BTP 20.02%
- Fonds Stratégique d'Investissement 20.0%
- Eiffaime 8.3%
- Groupama 6.2%
- Company-owned shares 3.8%

fonte: COFISEM  - aggiornamento: 03/09/10
indici borsistici Euronext-Paris:
SBF 80 (1.21%) • SBF 120 (0.18%) • SBF 250 (0.18%) • Euronext 100 (0.20%) • CAC All Shares (0.25%) • CAC MID & SMALL190 (1.93%) • CAC MID100 (2.11%) • CAC INDUSTRIALS (1.21%) • CAC CONSTR. & MAT. (3.16%) • Euronext FAS IAS (0.56%)